# لوكهيد سينيور بروم
لوكهيد سينيور بروم (Lockheed Senior Prom) كان برنامجا سريا للقوات الجوية الأمريكية بالتعاون مع قسم «سكونك ووركس» التابع لشركة لوكهيد كوربوريشن يهدف إلى تطوير واختبار صاروخ كروز باستخدام تقنات التخفي. استنادا إلى برنامج «هاف بلو»، تم إنتاج ستة مركبات سينيور بروم أثبت نجاحها في الاختبارات التي أجريت في المنطقة 51 في أواخر 1970. على الرغم من هذا، تم إنهاء البرنامج في وقت مبكر 1980.

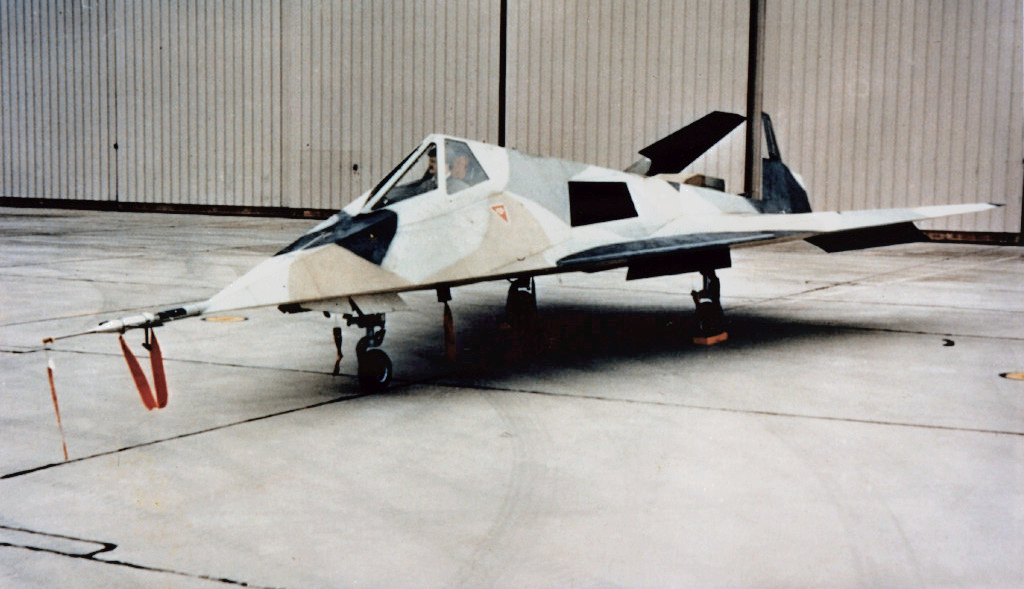
هيكل الطائرة المبني على أساس تكنولوجيا "هاف بلو".